# Плуинек (Морбиан)
Плуинек (фр. Plouhinec) — коммуна на северо-западе Франции, находится в регионе Бретань, департамент Морбиан, округ Лорьян, кантон Плювинье. Расположена в 18 км к юго-востоку от Лорьяна и в 37 км к западу от Вана, в 14 км от национальной автомагистрали N165. Коммуна расположена на берегу Бискайского залива, ее восточная граница проходит по риа реки Этель.
Население (2019) — 5 386 человек.

## История
Территория коммуны Плуинек была заселена с неолита, о чем свидетельствуют многочисленные мегалиты, в том числе тумулус Григен и дольмены Керуарен, Бег-ан-Авр и Мане-Брас, раскопанные в 1884 году Феликсом Гайяром. В месте Мане-Вешен на берегу риа были обнаружены руины римской виллы, что доказало существование здесь поселения в галло-римский период. 
В VI веке здесь поселились бретонцы, бежавшие их Британии. Плуинек стал центром прихода. Местный замок принадлежал семейству де Ростренан, и в середине XIV века, после смерти Пьера де Ростренана, унаследован его дочерью Жанной, женой Алена VII де Рогана. Сын Жанны, виконт Жан I де Роган 29 мая 1371 года уступил его бретонскому герцогу Жану V за пожизненную ренту в тысячу фунтов.
Во время Второй мировой войны береговые дюны Плуинека использовались немцами для строительства Атлантического вала.

## Достопримечательности
- Приходская церковь Нотр-Дам-де-Грас (второе название — Святых Петра и Павла) XIX века
- Мост Пон-Лоруа через риа Этель, соединяющий Плуинек с поселком Пон-Лоруа
- Протяженные дюны и песчаные пляжи на морском побережье

## Экономика
Структура занятости населения:
- сельское хозяйство — 7,0 %
- промышленность — 28,6 %
- строительство — 7,3 %
- торговля, транспорт и сфера услуг — 28,9 %
- государственные и муниципальные службы — 28,2 %

Уровень безработицы (2018) — 12,8 % (Франция в целом —  13,4 %, департамент Морбиан — 12,1 %). 

Среднегодовой доход на 1 человека, евро (2018) — 22 800 (Франция в целом — 21 730, департамент Морбиан — 21 830).

## Демография
Динамика численности населения, чел.

## Администрация
Пост мэра Плуинека с 2020 года занимает Софи Ле Ша (Sophie Le Chat). На муниципальных выборах 2020 года возглавляемый ею правый блок одержал победу в 1-м туре, получив 50,39 % голосов.
| Период | Период | Фамилия           | Партия                                                   | Примечания                                                                    |
| ------ | ------ | ----------------- | -------------------------------------------------------- | ----------------------------------------------------------------------------- |
| 1971   | 1995   | Эме Кергерис      | Союз за французскую демократию Союз за народное движение | депутат Национального собрания Франции, член Генерального совета департамента |
| 1995   | 2005   | Морис Тома        | Разные правые                                            | административный работник                                                     |
| 2005   | 2008   | Ив Жоанник        | Разные правые                                            | инженер                                                                       |
| 2008   | 2020   | Адриан Ле Формаль | Разные правые                                            | пенсионер                                                                     |
| 2020   |        | Софи Ле Ша        | Разные правые                                            |                                                                               |

## Города-побратимы
- Вайденберг, Германия
- Килки, Ирландия

## Галерея

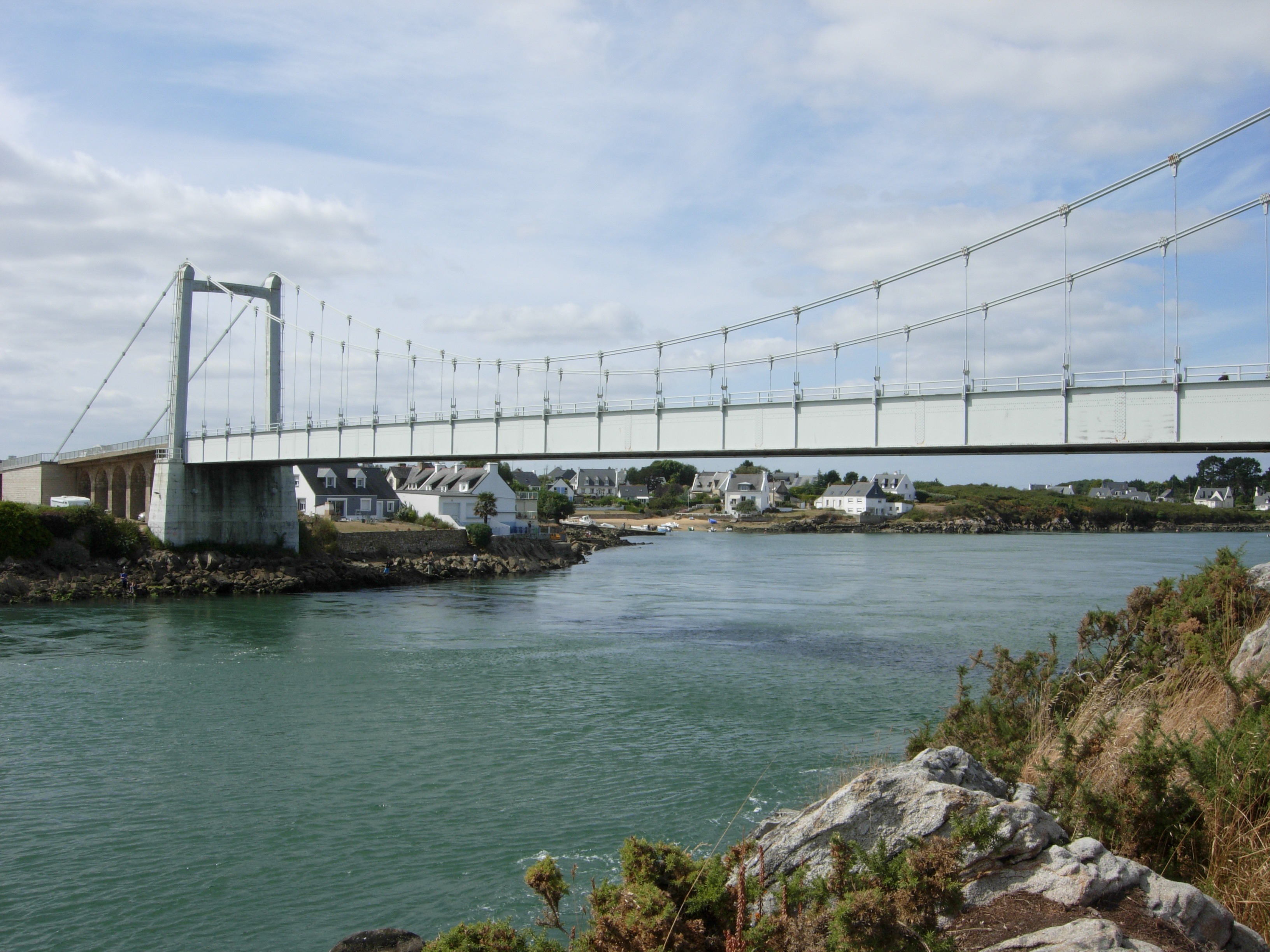
Мост Пон-Лоруа
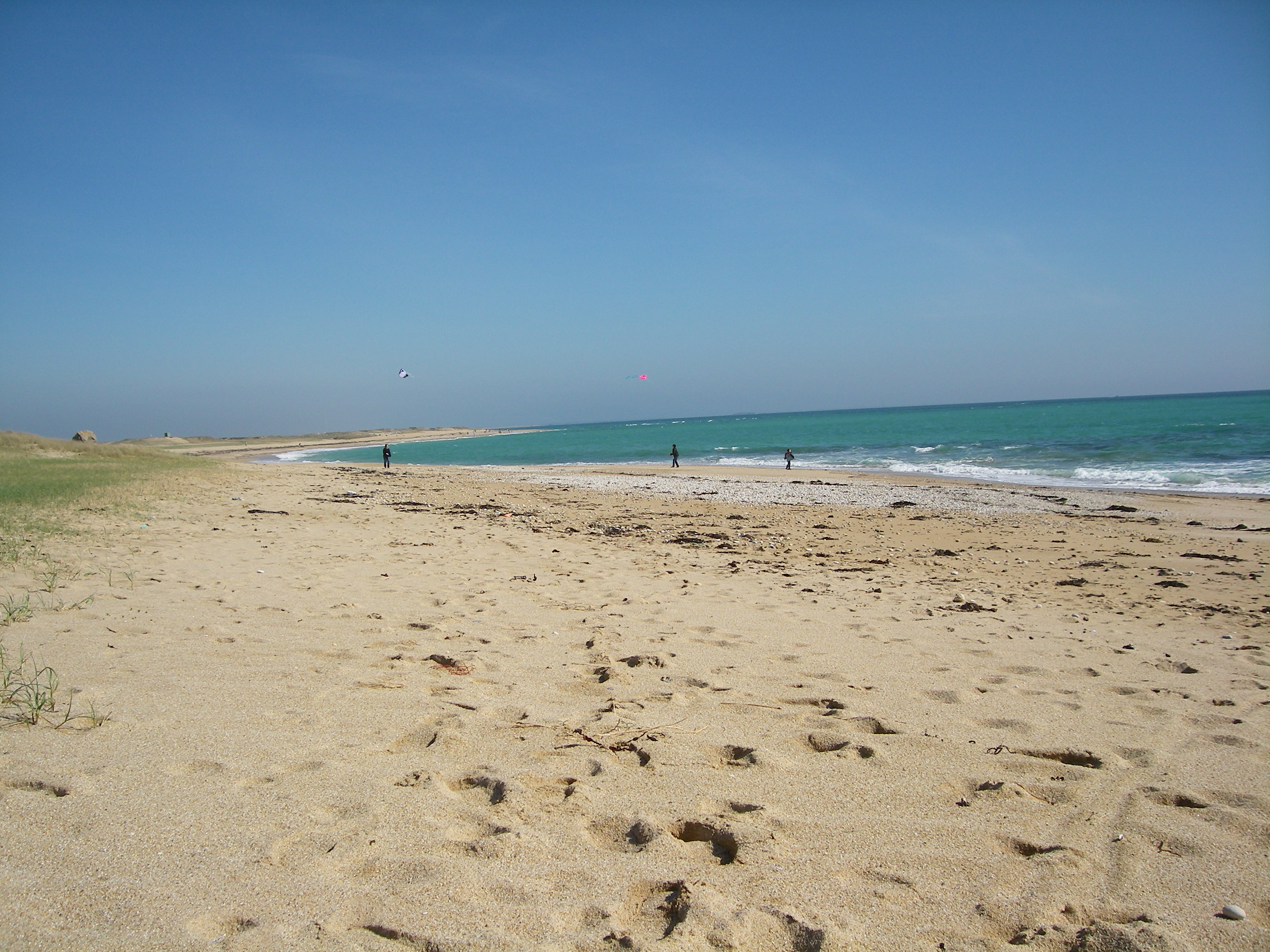
Дюны Плуинека